# Alfons Schöne
Alfons Schöne (* vor 1900; † nach 1928) war ein deutscher Fechter, der für den Deutsch-Italienischen Fechtclub Berlin focht. 1900 wurde er vom Deutschen und Österreichischen Fechterbund für die Olympischen Spiele in Paris nominiert und war somit der erste deutsche Fechter, der an olympischen Spielen teilnahm. Er focht im Herrensäbelwettbewerb, schied jedoch schon in der Vorrunde aus.
Im Jahr 1928 war Schöne Fechtmeister in Chemnitz.